# 帕夏汗大学袭击事件
帕夏汗大学袭击事件，是指2016年1月20日发生在巴基斯坦查尔萨达帕夏汗大学发生的袭击事件。事件共造成至少22人死亡、超过20人受伤。巴基斯坦塔利班运动称对此袭击负责，但后来其发言人否认负责此次袭击，并予以谴责。

## 背景

### 袭击背景
巴基斯坦近年来遭到军事暴力袭击，已经有多名激进分子被杀害或发动镇压后被拘捕。在20世纪初塔利班控制了斯瓦特县山谷后，当地教育机构已经多次遭到了武装分子的袭击。巴基斯坦为争取女性教育而闻名的活动家曾经多次在其博客谴责塔利班。此前她曾遭到武装分子的袭击，并受到重伤。
在袭击发生前，白沙瓦政府官员相信因为正在计划攻击，当局关闭了一些学校。

### 事发大学
事发的大学为帕夏汗大學，于2012年建立，该校以一名活躍於1920年代的普什圖族獨立社運人士和和平主義者汗·阿卜杜勒·加法尔·汗（别名帕夏汗）命名。

## 袭击过程
2016年1月20日上午9:30，四名装备有自杀背心的男子闯入帕夏汗大学的教室和住宿区，向教师和学生开枪。当时，学生和教师在学校参加纪念汗·阿卜杜勒·加法尔·汗（别名帕夏汗）逝世纪念日的诗歌会。之后大学表示大学没有得到充分保护。
据开伯尔-普什图省卫生部部长称，此次袭击共造成30余人死亡，60人受伤，其中包括学生和助理教授，而60多名学生被获救。另据军方发言人称，有四名枪手当场被击毙。此外，据开伯尔-普什图省公共卫生工程部长称，当时大学有54名保安人员驻守，有200人在考场进行考试，袭击发生后，所有的人均被救出。而查尔萨达教育局表示，当地关闭学校10天。在袭击事件发生后的1月25日，帕夏汗大学在采取严格的安保措施下再次开课。

## 死者
事件的受害者包括17名学生，两名园丁，一名看守员和一名教授。而在后来的调查显示，有21人被杀害，其中大部分是住在男性宿舍的学生。据一名安全官员称，死亡人数将上升至40人。

## 袭击策划者
事后，巴基斯坦塔利班运动称对此袭击负责，塔利班領袖曼蘇爾亦通过電話，向美聯社承認責任，表示是要報復近月多名組織成員被當局殺害。但后来其发言人否认负责此次袭击，并谴责襲擊不符合伊斯蘭精神。

## 反应

### 国内
事发后，巴基斯坦總理纳瓦兹·谢里夫在世界经济论坛上表示对此次襲擊予以谴责，並對遇難者表示哀悼。他承諾會掃除恐怖主義威脅，不會讓死難者白白犧牲。巴基斯坦也于1月21日定为全国哀悼日，向袭击事件遇难者哀悼。

### 国际
- 菲律賓：外交部在声明中表示，对此次袭击予以强烈谴责[21]。
- 日本：首相安倍晋三和外务大臣岸田文雄也对帕夏汗大学袭击事件予以谴责[21]。
- 中华人民共和国：外交部发言人洪磊在例行记者会上表示，中国政府对这一袭击表示强烈谴责。并表示中方坚决反对针对无辜平民的恐怖袭击，支持巴基斯坦打击恐怖主义，维护国家稳定和人民安全[22]。
- 加拿大：外长斯特凡·迪翁在声明中表示，加拿大反对任何形式的恐怖袭击，并对此次事件予以强烈谴责[23]。
- 联合国：联合国秘书长潘基文通过其发言人办公室发表声明，谴责此次事件，并重申受教育权必须得到坚决保护[24]。